# علیرضا قاسمی فرزاد
علیرضا قاسمی فرزاد (زاده ۱۳۴۵ در همدان) سیاستمدار و مدیر اجرایی ایرانی است که از سال ۱۴۰۰ تا ۱۴۰۳ استاندار همدان بود.

## پیشینه اجرایی
وی سوابق اجرایی متعددی از جمله فرمانداری شهرستان دماوند ، فرماندار شهرستان پاکدشت و معاون سیاسی و امنیتی و اجتماعی همدان را در کارنامه کاری دارد.

## حواشی
در جریان بحران آب ۱۴۰۱ همدان و تجمع اعتراضی در آرامگاه بوعلی سینا و مقابل فرمانداری همدان، شعار «استاندار، استعفا استعفا» سر داده شد. 